# Liste des phares en Angleterre
Ceci est la liste des phares d'Angleterre du nord-est au nord-ouest. Elle comprend aussi des phares qui ne sont plus utilisés comme lumière, mais qui sont encore debout. Ils sont gérés, pour l'essentiel, par le Trinity House Lighthouse Service, l'organisme britannique des phares et balises.
Les détails de plusieurs phares et bateaux-phares en usage en Angleterre, ainsi qu'au pays de Galles, dans les îles Anglo-Normandes et à Gibraltar se trouvent sur le site Web de Trinity House.

## Northumberland
- Phare de Berwick
- Phares de Guile Point
- Phare de Bamburgh
- Îles Farne :
  - Phare de Longstone
  - Phare de Farne

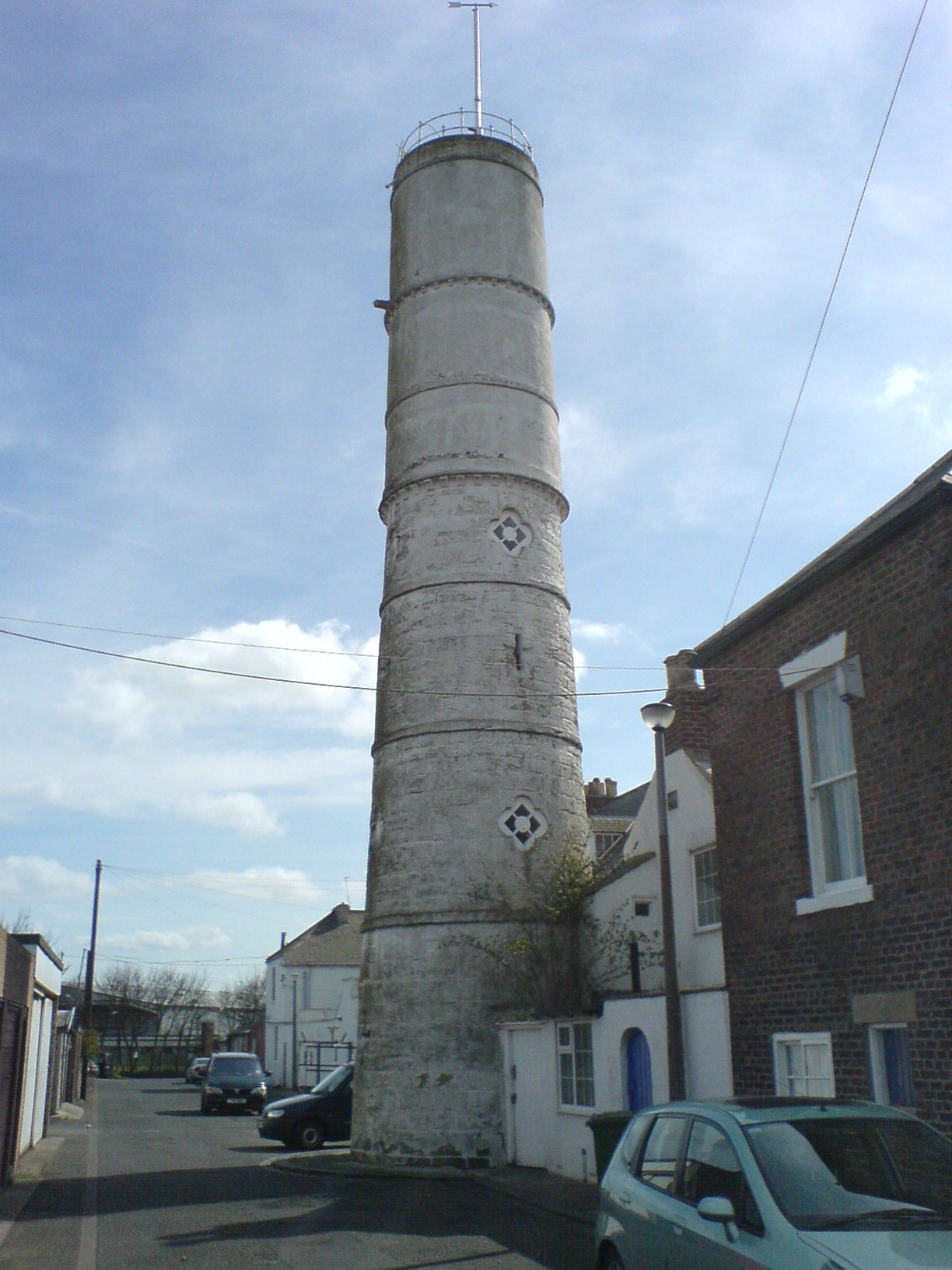
High Light à Blyth

  - Phare de Brownsman Island (inactif)
- Phare de l'île Coquet
- Phare de Blyth High (inactif)

## Tyne and Wear
- Phare de St Mary's (Inactif)
- North Shields :

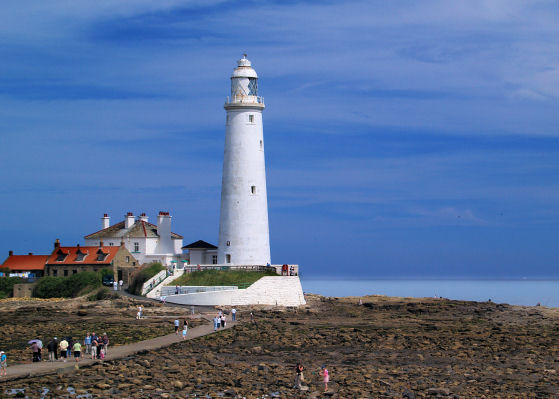
Phare de St Mary's Island

  - Phares de Fish Quay Old (Inactif))
  - Phares de Fish Quay New (Inactif)
- South Shields :
  - Phare de Tyne North Pier
  - Phare de Herd Groyne
  - Phare de Tyne South Pier
  - Phare de Souter (Inactif)
- Phare de Roker Pier

## Durham
- Phare de Heugh
- Phare de Seaton Carew (Inactif)

## Yorkshire du Nord
- Phare de South Gare
- Phare de Whitby
- Phares de Whitby West Pier
- Phares de Whitby East Pier
- Phare de Scarborough

## Yorkshire de l'Est

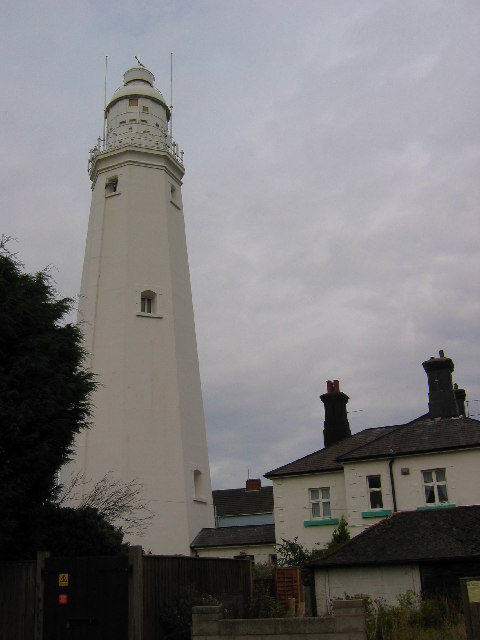
Phare-musée de Withernsea

- Phare de Flamborough
- Phare de Withernsea (Musée-phare)
- Phare de Paull (Inactif)
- Thorngumbald Clough
- Phare de Whitgift
- Phare de Spurn (Inactif)

## Lincolnshire
- Phare de Killingholme High
- Phare de Killingholme North (Inactif)
- Phare de Killingholme South
- Phares de Sutton Bridge (Inactifs)
- Dunston Pilar

## Norfolk

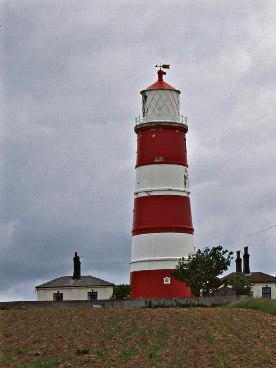
Phare d'Happisburgh

- Phare d'Old Hunstanton (Inactif)
- Phare de Cromer
- Phare d'Happisburgh
- Phare de Winterton (Inactif)
- Phare de Gorleston (Inactif)
- Phare de Gorleston (South Pier)

## Suffolk
- Phare de Lowestoft
- Phare de Pakefield (Inactif)
- Phare de Southwold
- Phare d'Orford Ness (Inactif)

## Essex

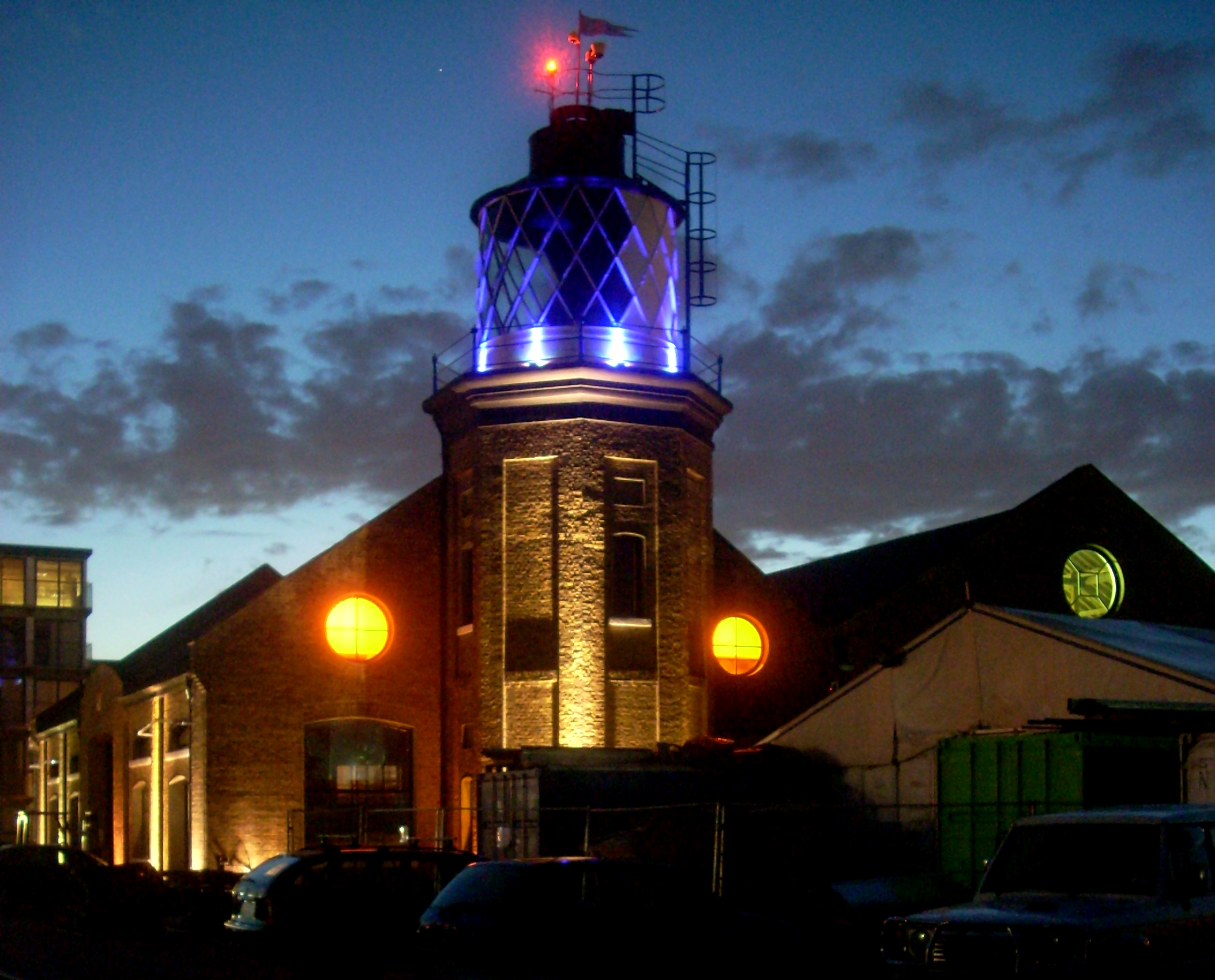
Bow Creek (Londres)

- Phare d'Harwich (High) (Inactif)
- Phare d'Harwich (Low) (Inactif)
- Phares de Dovercourt (Inactif)
- Naze Tower (Monument historique)

## Grand Londres
- Phare de Bow Creek-Trinity Buoy Wharf (Inactif)

## Kent
- Phare de North Foreland
- Phare de South Foreland (Inactif)
- Phare de Ramsgate
- Dubris Pharos (Inactif)
- Phare de Folkestone

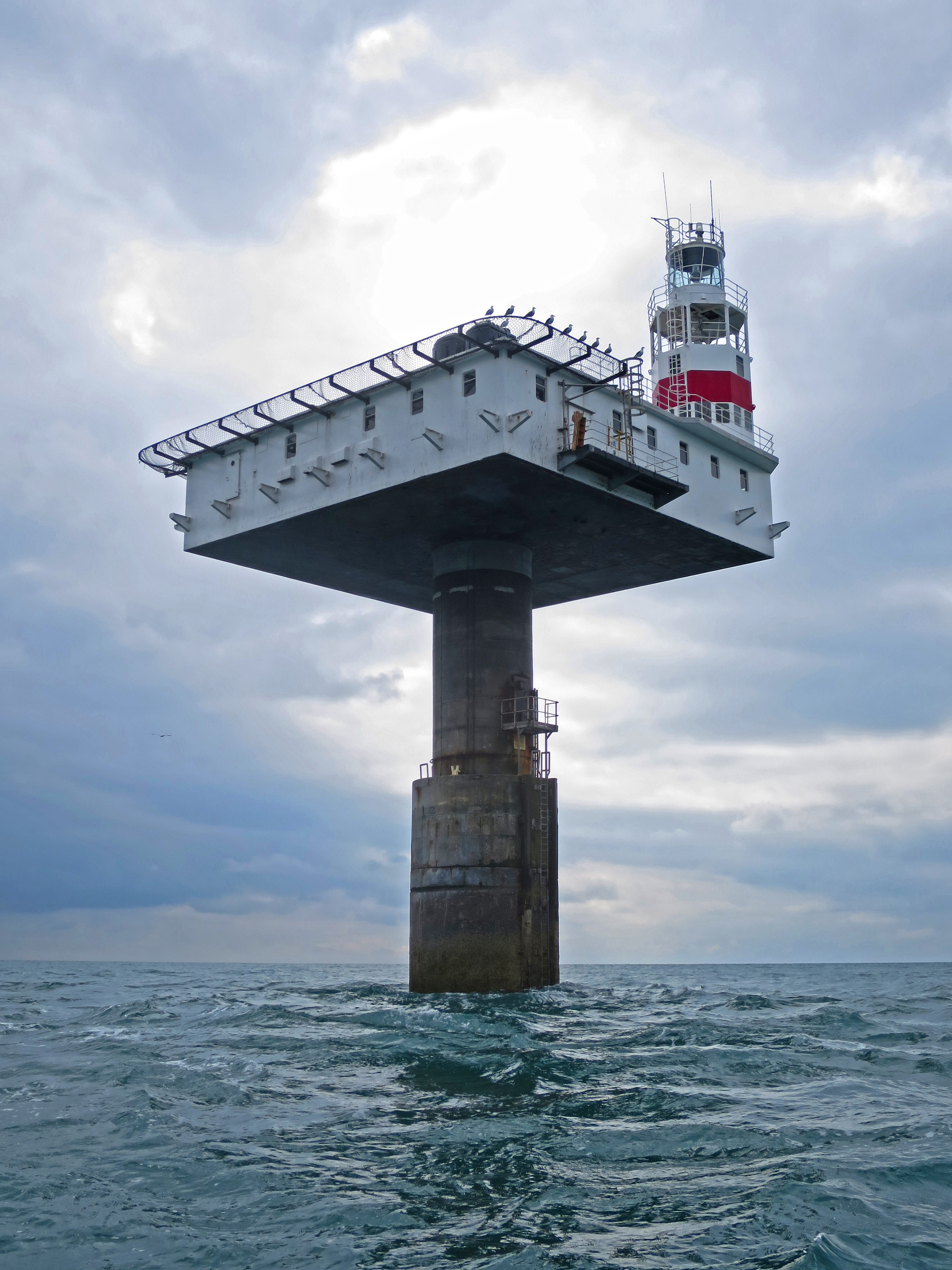
Phare de Royal Sovereign

- Phare de Dungeness (Old) (Inactif)
- Phare de Dungeness

## Sussex de l'Est
- Phare Royal Sovereign
- Phare de Beachy Head
- Phare de Belle Tout (Inactif)

## Sussex de l'Ouest
- Phare de Shoreham

## Hampshire
- Phare de Southsea
- Phare de Hurst Point

## Île de Wight
- Nab Tower
- Phare des Needles
- Phare de Sainte-Catherine

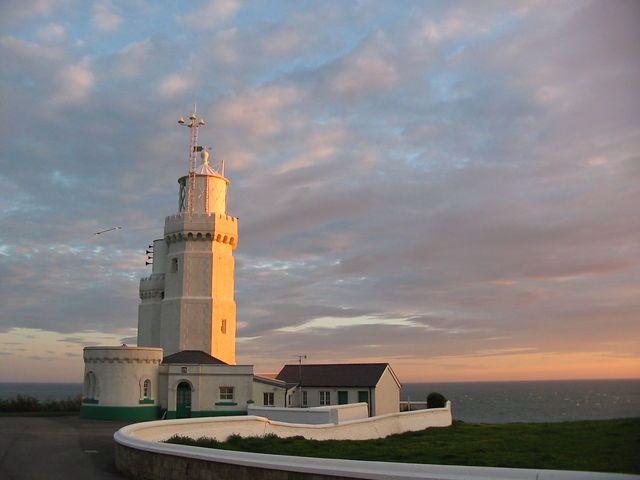
Phare de Ste Catherine

- Oratoire de Sainte-Catherine (Inactif)

## Dorset
- Phare d'Anvil Point
- Phare de Portland Bill
- Obélisque de Trinity House
- Phare de Portland Bill Low (Inactif)
- Phare de Portland Bill High (Inactif)
- Phare de Portland

## Devon

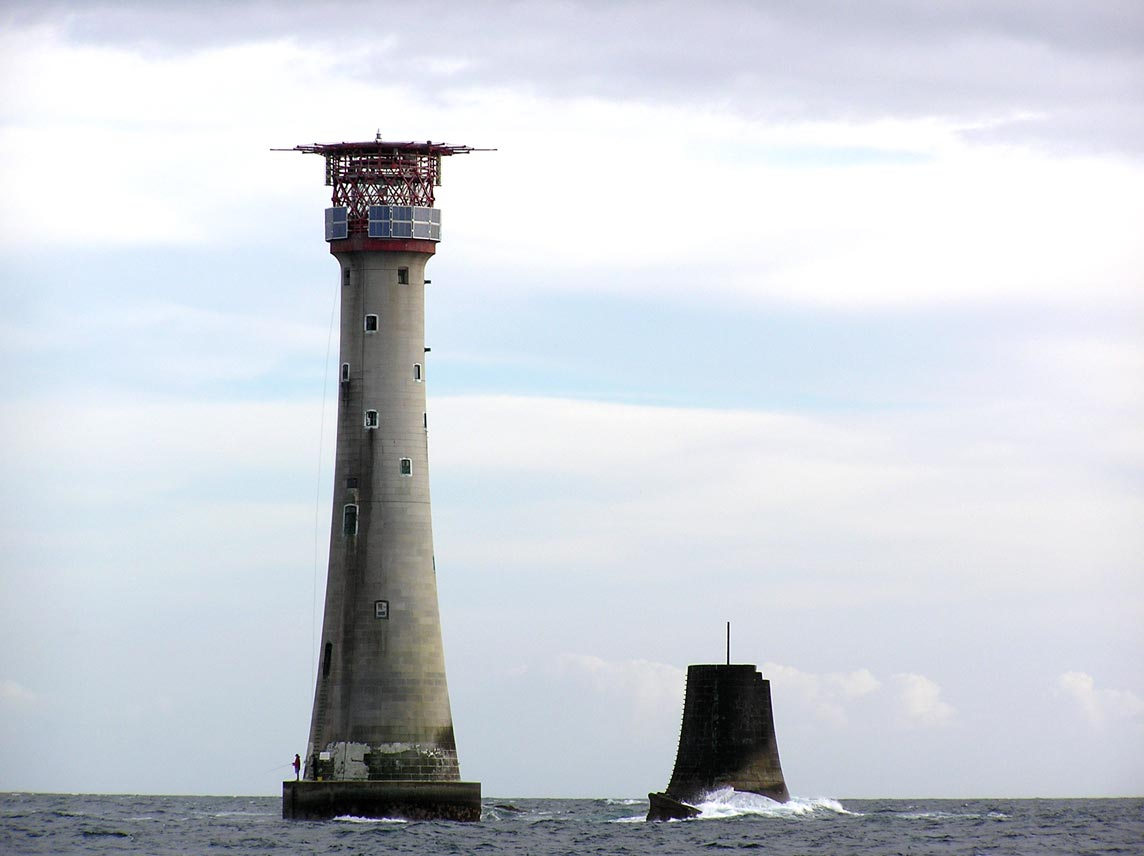
Phare d'Eddystone

Devon (Côte sud) :
- Phare de Teignmouth
- Phare de Berry Head
- Phare de Start Point (Devon)
- Phare d'Eddystone
- Phare de Plymouth
- Tour de Smeaton (Inactif)

Devon (Côte Nord):
- Phare d'Hartland Point (Inactif)
- Phare de Crow Point
- Phare de Bull Point
- Phare d'Ilfracombe
- Phare de Lundy (Inactif)
- phare de Lundy (Nord)
- Phare de Lundy (Sud)
- Phare de Lynmouth Foreland

## Cornouailles

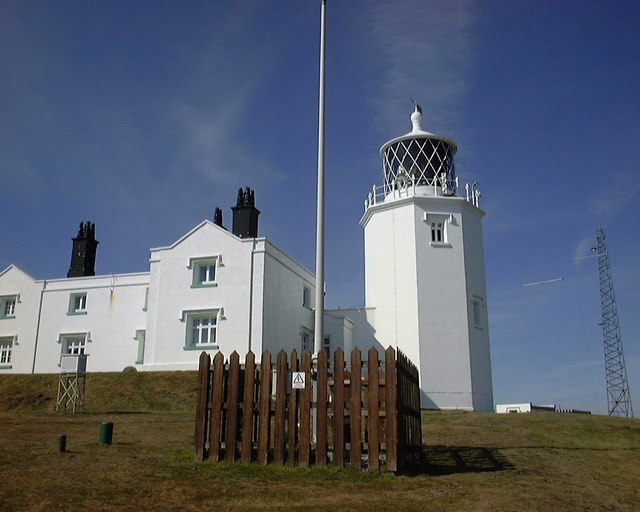
Phare du Cap Lizard

- Phare de St Anthony Head
- Phare du cap Lizard
- Phare de Godrevy (Inactif)
- Phare de Longships
- Phare de Wolf Rock
- Phare de Tater Du
- Phare de Pendeen
- Phare de Trevose Head

## Îles Scilly
- Phare de Bishop Rock
- Phare de Peninnis

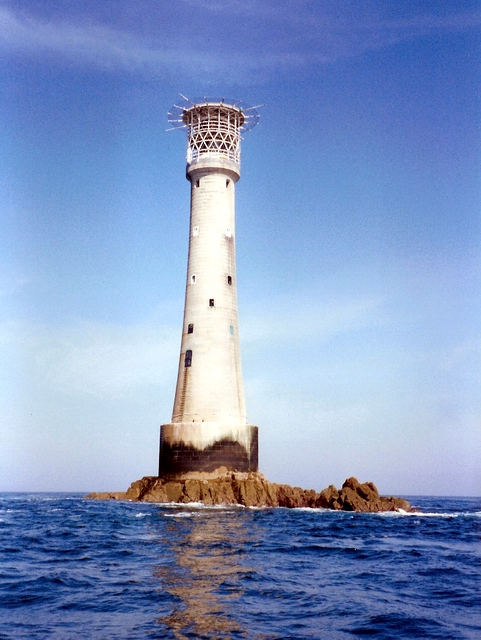
Phare de Bishop Rock

- Phare de Round Island (Îles Scilly)
- Phare de St Agnes (Inactif)

## Somerset
- Phare de Watchet
- Phare de Burnham-on-Sea High (Inactif)
- Phare de Burnham-on-Sea Low
- Round Tower (Inactif)
- Église St Andrew
- Phare de Portishead Point
- Phare de Black Nore (Inactif)

## Gloucestershire
- Berkeley Pill
- Phare de Chapel Rock
- Lyde Rock

## Cheshire

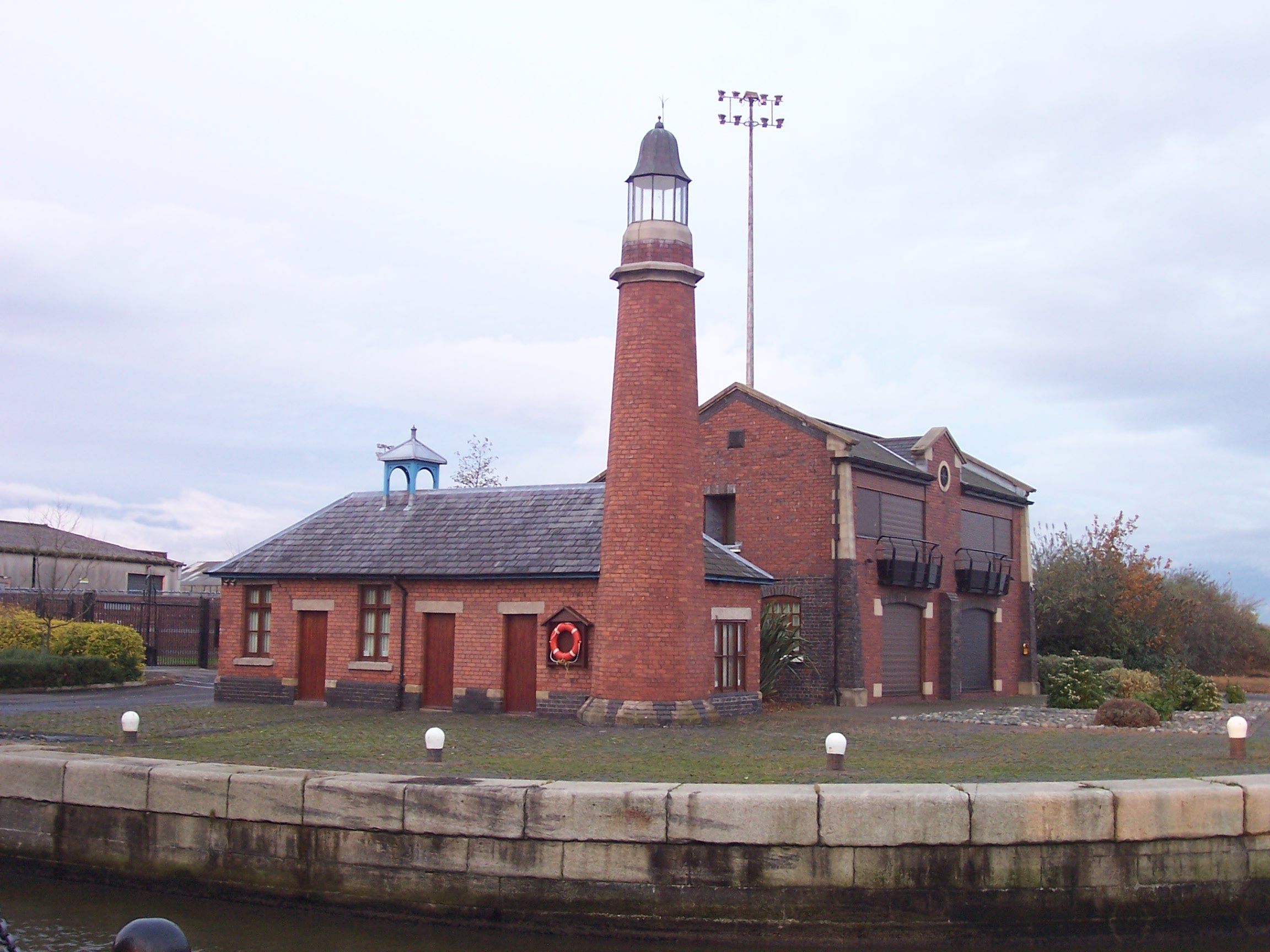
Phare d'Ellesmere port

- phare d'Ellesmere Port (Inactif)
- Phare de Hale Head (Inactif)

## Merseyside
- Phare de Hilbre Island
- Phare de Hoylake (Inactif)
- Phare de Leasowe (Inactif)
- Phare de Bidston Hill (Inactif)
- Phare de New Brighton (Inactif)

## Lancashire

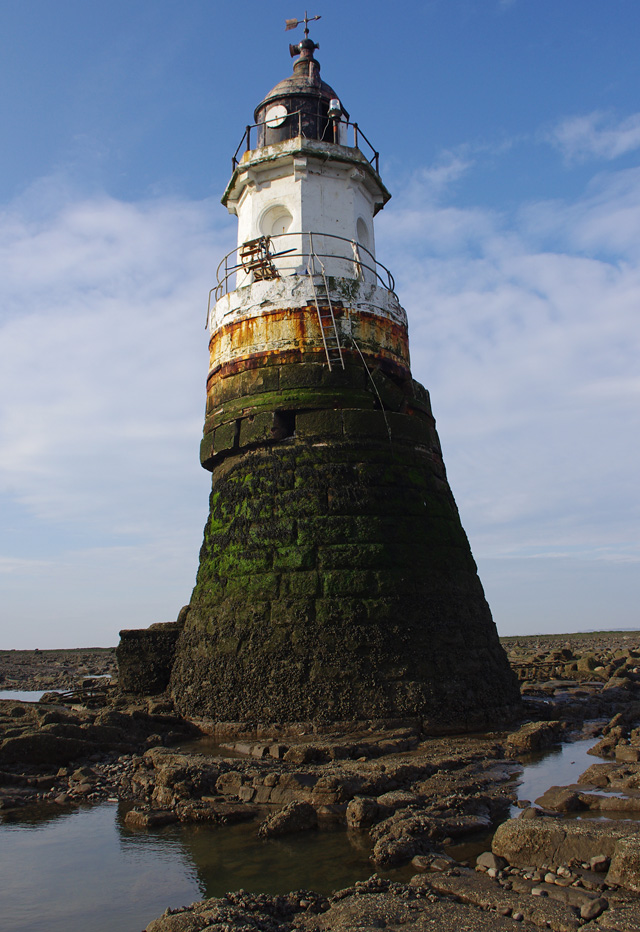
Phare de Plover Scar

- Phare de Fleetwood High
- Phare de Fleetwood Low
- Phare de Plover Scar
- Blackpool Tower

## Cumbria
- Phare de Walney
- Phare de Rampside
- Phare de Hodbarrow (Inactif)
- Phare de Hodbarrow Haverigg
- Phare de Maryport Old (Inactif)
- Phare de St Bees
- Phare de Maryport
- Phare de Whitehaven (West Pier)
- Phare de Whitehaven (North Pier)